# Église d'Eagle Brook
Église d'Eagle Brook (anglais : Eagle Brook Church) est une megachurch chrétienne évangélique baptiste multisite basée à Centerville (Minnesota) aux États-Unis. Elle est affiliée à Converge. Elle compte plusieurs campus dans la région de Minneapolis-Saint Paul. Son dirigeant est le pasteur Jason Strand. En 2024, elle compterait une assistance de 25,400 personnes.

## Histoire
L’église a été fondée en 1948 dans un groupe d’étude biblique maison appelé Mission baptiste Béthanie, puis Première église baptiste, dirigé par Sam et Ethel Hane à White Bear Lake (Minnesota) ,. En 1991, Bob Merritt est devenu le pasteur principal de l’église, qui comptait 300 membres. En 1995, l’église est renommée Eagle Brook Church. En 2005, elle a fait la dédicace d’un nouveau bâtiment à Lino Lakes comprenant un auditorium de 2,100 places, un café et une librairie ,. En 2019, elle avait ouvert 8 campus dans différentes villes de la région de Minneapolis-Saint Paul . En 2020, Jason Strand est devenu le pasteur principal de l’église. Selon un recensement de l’église publié en 2024, elle aurait une assistance hebdomadaire de 25,400 personnes et 9 campus dans différentes villes .

## Croyances
L’Église a une confession de foi baptiste et est membre de Converge .